# Königin von Württemberg (Schiff)
Der Glattdeckdampfer Königin von Württemberg war ein württembergisches Bodenseeschiff aus dem Jahr 1847.

## Geschichte

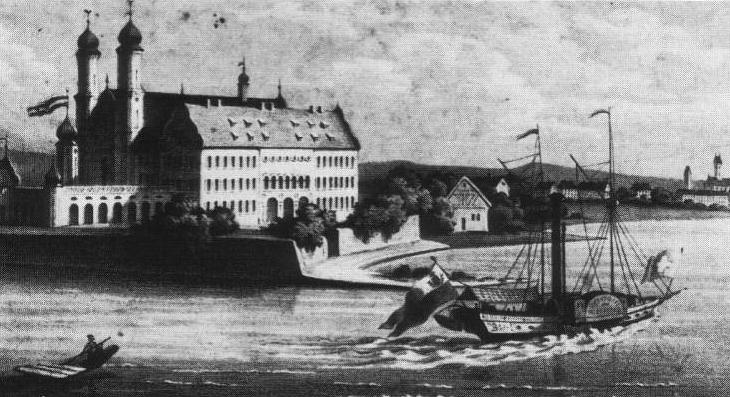
Das Dampfboot Königin von Württemberg vor dem Friedrichshafener Schloss

Die Königin von Württemberg war das Nachfolgeschiff der Wilhelm für den Obersee-Querverkehr nach Romanshorn und Rorschach, parallel betrieben zur Kronprinz. Diesen Dienst versah das Schiff mit einer unauffälligen Zuverlässigkeit. 1854 wurden die beiden württembergischen Schiffe Kronprinz und Königin von Württemberg von den Königlich Württembergischen Staatseisenbahnen übernommen. 1860 kam es zu einer Kollision mit dem schweizerischen Dampfschiff Stadt Zürich, bei der beide Schiffe schwer beschädigt wurden.
Als 1871 mit der Gründung des Kaiserreichs das Königreich Württemberg seine Souveränität weitgehend abgab, blieben die Württembergischen Staatseisenbahnen und damit auch die Königin von Württemberg unter Landeshoheit. Deshalb fuhr das Schiff weiterhin unter württembergischer Flagge und nicht unter der des Kaiserreichs.
Nach einer 35-jährigen Betriebszeit wurde die Königin von Württemberg 1882 ausgemustert und verschrottet. Ein direktes Nachfolgeschiff gab es nicht, erst acht Jahre später wurden mit der König Karl ein Neubau auf Kiel gelegt. Nach der Außerdienststellung der Königin von Württemberg umfasste die württembergische Dampfschiffflotte fünf Passagierschiffe.